# Хотинское восстание
Хотинское восстание — вооружённое восстание в около 100 населённых пунктах Северной Бессарабии (главным образом в Хотинском и Сорокском уездах) в январе-феврале 1919 года за освобождение от румынского господства, организованное «Национальным союзом бессарабцев» и Комитетом «В защиту Бессарабии».

## Предыстория
До Бухарестского мира 1812 года междуречье Днестра и Прута входила в состав Молдавского княжества, которое было вассалом Османской империи. С 1812 года эти земли вошли в состав Российской империи, и на части их территории вокруг города Хотина был образован Хотинский уезд.
В ноябре 1918 года Румыния аннексировала Бессарабию. Румынские войска заняли Хотин 13 января 1919 года, несмотря на активное сопротивление местного населения и официальный протест Украинской Народной Республики. Оккупация данного региона Румынией получила широкую поддержку со стороны Антанты, использующей Румынию как средство предотвращения распространения большевизма в юго-восточной Европе.
Часть украинского населения Хотинского уезда видела решение вопроса в самоопределении и присоединении к Украинской Народной Республике. Однако УНР была вовлечена в вооружённый конфликт с большевиками, в то время как Западно-Украинская Народная Республика находилась в состоянии войны с Польшей. В этих конфликтах была занята основная часть украинской армии, которая поэтому не могла пойти на ещё один вооружённый конфликт с Румынией. Кроме того, петлюровская Директория УНР не хотела ссориться из-за Бессарабии с Антантой, от которой была в значительной мере зависима. Более того, Директория УНР сотрудничала с Румынией, например по договорам с Антантой получала от Румынии амуницию.

## Ход событий
Главной задачей румынских оккупационных войск было подавление украинского населения, которое не видело для себя перспективы развития в националистическом румынском государстве. Большая часть молдавского населения также была анатагонистически настроена по отношению к румынской власти. Это, а также суровый оккупационный режим и аграрная «реформа», по которой земли возвращались помещикам или подлежали выкупу, радикализировали оппозицию, вызвали массовое недовольство, а затем и вооружённое выступление народных масс.
Восстание началось стихийно отдельными вооруженными выступлениями крестьян с ноября 1918 года. В дальнейшем две организации — «Национальный союз бессарабцев» и комитет «В защиту Бессарабии» начали готовить организованное выступление. Его основной силой были партизанские отряды, боровшиеся против режима австрогерманской оккупации и опиравшиеся на широкие слои крестьянского населения и отдельные группы вооруженных крестьян. В Хотинском восстании участвовали также рабочие и представители интеллигенции. Оно носило интернациональный характер: в рядах восставших сражались вместе украинские и молдавские трудящиеся.
В ночь на 19 января 1919 года во многих селах Хотинского уезда (Секурянськая, Романковецкая волости) и даже в Сорокском уезде, практически одновременно вспыхнуло восстание. Крестьяне убивали оккупантов, захватывали оружие и группами по обеим берегам Днестра шли в сторону г. Хотина и села Атаки (ныне — Окницкий район Молдовы), собираясь в более крупные отряды. Отряд Барбуцы и Рудя, переправились с правого берега Днестра в районе села Атаки и вступили в переговоры с петлюровцами о совместных действиях. В частности, просили поддержать их выступление бронепоездом, который находился в городе Могилеве-Подольском. Но петлюровское командование начало артиллерийский обстрел отряда. Однако, команда бронепоезда отказалась подчиняться петлюровскому командованию, перешла на сторону повстанцев и бронепоезд через мост, с огнём перешел через Днестр. Командовал бронепоездом матрос Г. И. Муллер, уроженец села Каларашовка (ныне Окницкий район Молдавии). Действиями отряда при поддержке бронепоезда был разгромлен гарнизон румынских войск. Румынский генерал С. Поеташ был убит при въезде в Атаки. Объединившись с восставшими крестьянами, партизаны двинулись на Окницу, Наславчу, Секурены, Каларашовку, Арионешты и другие населённые пункты. В целом, в боях 19—23 января отряды Георгия Барбуцы (Gheorghe Bărbuţă), Андрея Дмитриевича Папуши, Г. Романюка и других в районе Хотина (около 20 тысяч человек) и в районе Атак и Окницы (до 10 тысяч человек) добились значительных успехов. Ими были заняты сёла Арионешты, Каларашовка, Рудь, Савка, Самойловка, Покровка, Кодряны, Наславча, Телешовка, местечко и станция Сокиряны и другие. Бронепоезд дошел до станции Романковцы, но захватить её и пройти далее не смог из-за плотного артиллерийского огня румынской артиллерии и нехватки боеприпасов.. Одними из предводителей отрядов восставших там были И. Волошенко-Мардарьев и И. Лунгу.
В ночь на 23 января восставшие освободили город Хотин (сейчас Черновицкая область). К утру город был освобождён от румынских войск и в течение следующих дней весь регион был занят партизанами. Орган управления был назван «Директорией», в подражание петлюровской Директории — правящему органу УНР. Главой Директории был М. Лыскун, секретарём — Л. Токан. «Хотинская директория» издала приказ об установлении революционных порядков и формировании революционных полков. Хотинская директория также провозгласила право бессарабцев на самоопределение и свержение румынского господства.
Позднее историки-ревизионисты делали ряд попыток свести восстание исключительно к большевистской агитации и минимизировать роль антиукраинских действий со стороны Румынии
. Восставшие надеялись на помощь со стороны соседних украинских государств, хотя в основном полагались на собственные силы. От вооруженных сил большевиков они был отделены петлюровской Директорией, которая также не оказала им никакой поддержки. Несмотря на это силы восставших вскоре возросли до 30 тысяч человек, организованных в три пехотных полка, кавалерийский эскадрон и артиллерийскую дивизию.

## Последствия
Румынские власти учинили зверскую расправу над восставшими: артиллерийским огнём были уничтожены 22 деревни, без суда и следствия расстреляны 500 крестьян и городских жителей. Среди казнённых было 165 окницких железнодорожников. Многие были заключены в тюрьмы или сосланы на каторгу. Всего в ходе восстания и его подавления погибло свыше 11 тысяч человек. По другим, возможно завышенным, данным погибло около 15 тыс. человек. На советскую территорию в течение 12 дней сумели уйти лишь 4 тысячи повстанцев и 50 тысяч беженцев. Сформированные из них 1-й и 2-й Бессарабские полки составили Особую Бессарабскую бригаду, которая позже вошла в состав 45-й Виленской стрелковой дивизии и успешно сражалась на фронтах Гражданской войны. Значительная часть повстанцев влилась в бригаду Г. И. Котовского.
Убитому в начале восстания генералу Поеташу позднее румынскими властями был установлен памятник в Сороках на центральной площади города. Этот памятник простоял до 1940 года. По некоторым сведениям, Поеташ был похоронен на кладбище возле церкви Стратилата в Сороках.